# الکس کورتزمن
الکس کورتزمن (انگلیسی: Alex Kurtzman؛ زادهٔ ۷ سپتامبر ۱۹۷۳) یک فیلم‌نامه‌نویس، کارگردان، و تهیه‌کننده اهل ایالات متحده آمریکا است.

## فیلم شناسی

### سینما
- جزیره (فیلم ۲۰۰۵) (۲۰۰۵) (نویسنده)
- افسانه زورو (۲۰۰۵) (نویسنده)
- مأموریت: غیرممکن ۳ (۲۰۰۶) (نویسنده)
- تبدیل‌شوندگان (فیلم) (۲۰۰۷) (نویسنده)
- چشم عقاب (فیلم ۲۰۰۸) (۲۰۰۸) (تهیه کننده)
- پیشتازان فضا (فیلم) (۲۰۰۹) (نویسنده)
- تبدیل‌شوندگان: انتقام شکست‌خوردگان (۲۰۰۹) (نویسنده)
- کابوی‌ها و بیگانگان (۲۰۱۱) (نویسنده و تهیه کننده)
- پیشتازان فضا به‌سوی تاریکی (۲۰۱۳) (نویسنده و تهیه کننده)
- اکنون مرا می‌بینی (فیلم) (۲۰۱۳) (تهیه کننده)
- مرد عنکبوتی شگفت‌انگیز ۲ (۲۰۱۴) (نویسنده)
- اکنون مرا می‌بینی ۲ (۲۰۱۶) (تهیه کننده)
- مومیایی (فیلم ۲۰۱۷) (۲۰۱۷) (تهیه کننده و کارگردان)

### تلویزیون
- هاوایی فایو-زیرو (۲۰۱۰-۲۰۱۸) (خالق ، نویسنده و تهیه کننده)